# Milagros Sequera
Milagros Sequera (ur. 30 września 1980 w San Felipe) – wenezuelska tenisistka, reprezentantka kraju w Fed Cup, olimpijka z Sydney (2000) i Pekinu (2008).

## Kariera tenisowa
Zawodową tenisistką była w latach 1999–2009.
Zadebiutowała w zawodowym tenisie w 2001 roku na turnieju w Bogocie. Dwa lata wcześniej próbowała swoich sił w kwalifikacjach do US Open 1999, nie przeszła ich jednak. Dopiero w 2002 zadebiutowała w Wielkim Szlemie, dostając się do drabinki głównego turnieju French Open 2002. W tym samym roku wygrała swój pierwszy zawodowy mecz – pierwsza runda na Hawajach. Doszła do finału turnieju w Quebec (2003), co zapewniło jej miejsce wśród stu najlepszych tenisistek świata. Wzięła udział w dwóch turniejach wielkoszlemowych, w Londynie i Nowym Jorku – w tym drugim przeszła pierwszą rundę. Finałem w kanadyjskim Quebec została pierwszą Wenezuelką od 1998 roku, która dotarła do finału zawodowej imprezy tenisowej (wcześniej dokonała tego María Vento-Kabchi w Gold Coast). Był to jeden z jej najlepszych występów w karierze – pokonała najwyżej rozstawioną Mary Pierce, ale mecz finałowy przeciwko Marii Szarapowej poddała z powodu kontuzji kostki po rozegraniu pierwszego seta.
W 2004 roku szczytem jej możliwości okazały się dwa ćwierćfinały turniejowe, przegrane odpowiednio z Dinarą Safiną i Nicole Vaidišovą. W grze podwójnej wygrała jednak turniej w Acapulco – pierwszy zawodowy tytuł w karierze. Później zdobyła dwa kolejne tytuły – w ’s-Hertogenbosch i Strasburgu. Półfinał turnieju deblistek na Bali.
Mniej występów odnotowała w sezonie 2005, pojawiając się tylko w dwóch turniejach singlowych – Birmingham, skończyła już na drugiej rundzie z Jeleną Janković, oraz Wimbledon – pierwsza runda, porażka z rodaczką Vento Kabchi. Rok później zdobyła siedem tytułów cyklu ITF. Najlepszym wynikiem singlowym była druga runda w Pradze. Tam również i w Rabacie osiągnęła półfinał debla. Sezon zakończyła poza pierwszą setką (miejsce 101), ale wśród stu najlepszych deblistek świata.
W roku 2007 osiągnęła drugą rundę Australian Open (przegraną z Nicole Vaidišovą) oraz drugą rundę Gold Coast (przegrana z Jeleną Janković). W maju wygrała pierwszy zawodowy turniej tenisowy WTA Tour, czwartej kategorii w marokańskim Fez. W finale pokonała Aleksandrę Wozniak.
W latach 1998–2008 reprezentowała Wenezuelę w Fed Cup, notując bilans 36 zwycięstw i 11 porażek. Dwukrotnie reprezentowała swój kraj na igrzyskach olimpijskich, w Sydney (2000) i Pekinie (2008). W Sydney grała w konkurencji gry podwójnej wspólnie z Maríą Vento-Kabchi dochodząc do ćwierćfinału, natomiast w Pekinie rywalizowała w singlu ponosząc porażkę w pierwszej rundzie.

## Finały turniejów WTA
| Legenda                | Legenda |
| ---------------------- | ------- |
| Wielki Szlem           |         |
| Igrzyska olimpijskie   |         |
| WTA Tour Championships |         |
| 1988 – 2008            |         |
| Kategoria I            |         |
| Kategoria II           |         |
| Kategoria III          |         |
| Kategoria IV           |         |
| Kategoria V            |         |

### Gra pojedyncza (1–1)
| Końcowy wynik | Nr | Data             | Turniej | Nawierzchnia    | Przeciwniczka      | Wynik finału |
| ------------- | -- | ---------------- | ------- | --------------- | ------------------ | ------------ |
| Finalistka    | 1. | 2 listopada 2003 | Québec  | Dywanowa (hala) | Marija Szarapowa   | 2:6, krecz   |
| Zwyciężczyni  | 1. | 20 maja 2007     | Fez     | Ceglana         | Aleksandra Wozniak | 6:1, 6:3     |

### Gra podwójna (3–1)
| Końcowy wynik | Nr | Data            | Turniej          | Nawierzchnia | Partnerka   | Przeciwniczki                       | Wynik finału     |
| ------------- | -- | --------------- | ---------------- | ------------ | ----------- | ----------------------------------- | ---------------- |
| Zwyciężczyni  | 1. | 7 marca 2004    | Acapulco         | Ceglana      | Lisa McShea | Olga Blahotová Gabriela Navrátilová | 2:6, 7:6(5), 6:4 |
| Zwyciężczyni  | 2. | 22 maja 2004    | Strasburg        | Ceglana      | Lisa McShea | Tina Križan Katarina Srebotnik      | 6:4, 6:1         |
| Finalistka    | 1. | 13 czerwca 2004 | Birmingham       | Trawiasta    | Lisa McShea | Marija Kirilenko Marija Szarapowa   | 2:6, 1:6         |
| Zwyciężczyni  | 3. | 19 czerwca 2004 | ’s-Hertogenbosch | Trawiasta    | Lisa McShea | Jelena Kostanić Claudine Schaul     | 7:6(3), 6:3      |

## Wygrane turnieje rangi ITF
| turnieje z pulą nagród 100 000 $ |
| turnieje z pulą nagród 75 000 $  |
| turnieje z pulą nagród 50 000 $  |
| turnieje z pulą nagród 25 000 $  |
| turnieje z pulą nagród 15 000 $  |
| turnieje z pulą nagród 10 000 $  |

### Gra pojedyncza
|     | Data       | Turniej         | Kat. | ($)    | Naw.   | Finalistka         | Wynik         |
| 1.  | 03/11/1996 | Tampico         | ITF  | 10 000 | twarda | Aurora Gima        | 4:6, 6:3, 6:4 |
| 2.  | 09/11/1997 | Santo Domingo   | ITF  | 10 000 | ziemna | Aliénor Tricerri   | 6:2, 4:6, 6:0 |
| 3.  | 27/06/1999 | Easton          | ITF  | 10 000 | twarda | Maricris Fernandez | 7:5, 6:2      |
| 4.  | 04/07/1999 | Montreal        | ITF  | 10 000 | twarda | Kristina Triska    | 7:6, 7:6      |
| 5.  | 23/04/2000 | San Luis Potosi | ITF  | 25 000 | ziemna | Catalina Castaño   | 6:4, 3:6, 7:5 |
| 6.  | 29/10/2001 | Dallas          | ITF  | 50 000 | twarda | Irina Sielutina    | 5:7, 6:2, 6:0 |
| 7.  | 28/04/2002 | Dothan          | ITF  | 75 000 | ziemna | Liezel Huber       | 7:6, 4:6, 6:1 |
| 8.  | 24/04/2005 | Dothan          | ITF  | 75 000 | ziemna | Varvara Lepchenko  | 2:6, 6:2, 6:4 |
| 9.  | 26/02/2006 | Saint Paul      | ITF  | 50 000 | twarda | Claudine Schaul    | 6:1, 6:2      |
| 10. | 08/10/2006 | Troy            | ITF  | 50 000 | twarda | Ahsha Rolle        | 7:5, 6:0      |
| 11. | 13/07/2008 | Allentown       | ITF  | 50 000 | twarda | Amanda Fink        | 6:2, 6:0      |